# Luminancia

En óptica, el concepto de extensión es necesario para estudiar la luminancia y otras magnitudes relacionadas.

En Fotometría, la luminancia se define como la densidad angular, rectangular y superficial de flujo luminoso que incide, atraviesa o emerge de una superficie siguiendo una dirección determinada. Alternativamente, también se puede definir como la densidad superficial de intensidad luminosa en una dirección dada.

## Descripción
La definición anterior se formaliza con la expresión siguiente:
{\displaystyle L_{V}={\frac {d^{2}F}{dSd\Omega \cos \theta }}}
donde:
- LV es la luminancia, medida en Nits o candelas por metro cuadrado (cd/m²).
- F es el flujo luminoso, en lúmenes (lm).
- dS es el elemento de superficie considerado, en metros cuadrados (m²).
- dΩ es el elemento de ángulo sólido, en estereorradianes (sr).
- θ es el ángulo entre la normal de la superficie y la dirección considerada.

La luminancia se puede definir a partir de la magnitud radiométrica de la radiancia sin más que ponderar cada longitud de onda por la curva de sensibilidad del ojo. Así, si LV es la luminancia, Lλ representa la radiancia espectral y V(λ) simboliza la curva de sensibilidad del ojo, entonces:
{\displaystyle L_{V}=K\int _{visible}^{\ }L(\lambda )V(\lambda )\,d\lambda }
Se puede considerar que el equivalente psicológico de la luminancia es el brillo o la brillantez.  Por ejemplo, considerando el caso de la emisión o reflexión de luz por parte de superficies planas y difusas, la luminancia indicaría la cantidad de flujo luminoso que el ojo percibiría para un punto de vista particular. En este caso, el ángulo sólido que interesa es el subtendido por la pupila del ojo.
| Magnitud                          | Símbolo | Unidad                     | Símbolo | Notas                                                                  |
| --------------------------------- | ------- | -------------------------- | ------- | ---------------------------------------------------------------------- |
| Energía lumínica                  | Qv      | lumen segundo              | lm·s    | A veces se usa la denominación talbot, ajena al Sistema Internacional. |
| Flujo luminoso                    | Φv, F   | lumen (= cd·sr)            | lm      | Medida de la potencia luminosa.                                        |
| Intensidad luminosa               | Iv      | candela (= lm/sr)          | cd      | Es una medida de la intensidad luminosa.                               |
| Luminancia                        | Lv      | candela por metro cuadrado | cd/m2   | A veces se usa la denominación nit, ajena al Sistema Internacional.    |
| Iluminancia                       | Ev      | lux (= lm/m2)              | lx      | Usado para medir la incidencia de la luz sobre una superficie.         |
| Emitancia luminosa                | Mv      | lux (= lm/m2)              | lx      | Usado para medir la luz emitida por una superficie.                    |
| Exposición luminosa               | Hv      | lux segundo                | lx·s    | Iluminancia integrada en el tiempo.                                    |
| Eficacia luminosa de la radiación | K       | lumen por vatio            | lm/W    | Razón entre flujo luminoso y flujo radiante.                           |
| Eficacia luminosa de una fuente   | η       | lumen por vatio            | lm/W    | Razón entre flujo luminoso y potencia eléctrica consumida.             |